# Fort Thomas (Kentucky)
Fort Thomas é uma cidade localizada no estado americano de Kentucky, no Condado de Campbell.

## Demografia
Segundo o censo americano de 2000, a sua população era de 16.495 habitantes.
Em 2006, foi estimada uma população de 15.413, um decréscimo de 1082 (-6.6%).

## Geografia
De acordo com o United States Census Bureau tem uma área de
16,7 km², dos quais 14,7 km² cobertos por terra e 2,0 km² cobertos por água.

## Localidades na vizinhança
O diagrama seguinte representa as localidades num raio de 4 km ao redor de Fort Thomas.